# Кан Куиас (станция метро, Барселона)
Кан Куиас (кат. Can Cuiàs) — конечная станция Барселонского метрополитена, расположенная на линии 11. Открытие станции в составе пускового участка линии 11 от "Тринитат Нова" до данной станции состоялось 14 декабря 2003 года. Станция расположена в одноимённом районе города Монкада-и-Решак.

## Технические характеристики
Станция имеет два станционных пути и две платформы, однако общедоступной является только западная платформа, а для движения поездов — западный путь. Восточный путь является служебным, и используется, как правило, для отстоя поездов, восточная же платформа также является служебной, и в обычное время недоступна пассажирам.
В октябре 2008 года "Кан Куиас" стала первой станцией Барселонского метрополитена, на которой были установлены платформенные раздвижные двери. Нововведение было приурочено к началу программы по автоматизации линии 11. В последующем, 2009 году, платформенные раздвижные двери были установлены на всех станциях линии.

## Перспективы
Данная станция является конечной, и путевые тупики расположены прямо на станции. Несмотря на это, властями Барселоны периодически рассматривается вариант продления линии в сторону кладбища Кольсерола (кат. Cementiri de Collserola), а также вариант интеграции всей линии 11 в линию 4.  Архивная копия от 14 июля 2004 на Wayback Machine
Также, станцию планируется в обозримом будущем украсить керамическими панелями с изображениями района Кан Куиас, со времён неолита и по наши дни.

## Выход в город
Южный вестибюль станции выводит на улицу Сиркумвалласьо (кат. Carrer de la Circumval·lació) в районе её пересечения с проездом Вагнер (кат. Passatge Wagner).
Северный вестибюль выводит на улицы Таписсерс (кат. Carrer Tapissers) и Лес-Фустес (кат. Carrer de Les Fustes) 